# Darfield
Darfield é uma vila do distrito de Barnsley, South Yorkshire, na Inglaterra. É historicamente parte do West Riding of Yorkshire. A vila está situada a aproximadamente 6 quilômetros a leste do centro da cidade de Barnsley. Darfield tinha uma população de 10.685 no censo de 2011.

## História
Foram descobertas moedas romanas em Darfield e existem provas que relatam que a aldeia foi habitada por romanos durante a sua história.
Há registros de uma igreja do século VIII em Darfield, mas quando o Domesday Book foi escrito em 1086, não havia nenhuma menção a ela.[carece de fontes?]

## Pontos de interesse

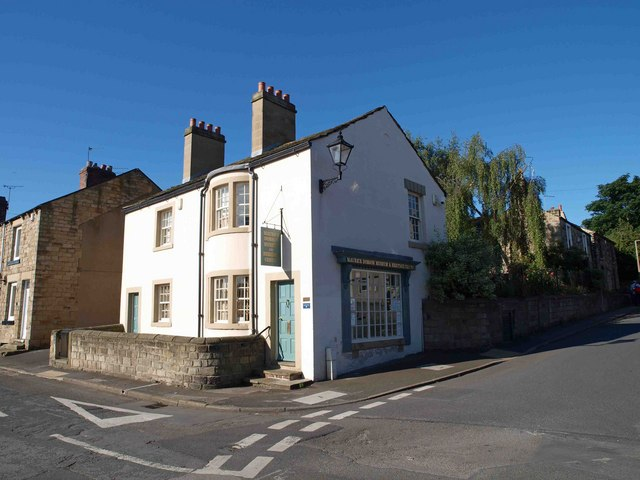
Museu

Darfield é o lar do museu Maurice Dobson, que é dividido em quatro setores: o museu principal, uma área de vendas onde a população local pode vender seus itens de artesanato, um café/galeria e um ponto de encontro. A religião é servida por uma igreja paroquial anglicana e duas capelas metodistas.

## Esporte
A vila já teve um time que jogou na FA Cup antes, o Darfield Football Club. O clube de futebol profissional mais próximo é Barnsley Football Club, que fica próximo ao centro do bairro metropolitano.

## Pessoas notáveis
- Ian McMillan, poeta e locutor. [3]
- Gordon West, futebolista